# クルヴォドン
クルヴォドン（仏: Courvaudon）は、フランスのノルマンディー地域圏、カルヴァドス県に属するコミューン。
紋章には青地に3頭の豹の頭が描かれている。

## 地理
カーンの南西23km、小郡中心地のヴィレー＝ボカージュから南東へ8kmほど行った丘陵地帯に位置する。道沿いにいくつかの集落があり、それらがまとまってコミューンとなっている。北でサン＝タニャン＝ル＝マレルブ、南でボヌメゾン、西でボケとそれぞれ接し、このうちボケには幹線道路のD8が通っている。

## 行政
- 首長：パスカル・レヌーフ（Pascal Renouf、無所属、2008年3月から）
- 前首長：エリー・アリゾン（Élie Alizon、1978年から2008年3月まで）

## 人口の推移[2]
| 1962年 | 1968年 | 1975年 | 1982年 | 1990年 | 1999年 | 2007年 |
| ------ | ------ | ------ | ------ | ------ | ------ | ------ |
| 209    | 221    | 179    | 186    | 219    | 199    | 211    |

## ゆかりの人物
- ピエール・リヴィエール（1815年 - 1840年） 親殺しの殺人犯